# Quevedo (Equador)
Quevedo és una ciutat  equatoriana situada al centre del país, té una població de 173.585 habitants (el 2010), la seva activitat econòmica principal és l'agropecuària. És la capçalera cantonal del Cantó Quevedo i la ciutat més gran i poblada de la Província dels Rius
Quevedo és considerada la nova capital bananera de l'Equador per ser el centre d'operacions de la majoria de companyies bananeres que operen al país i per la prestigiosa qualitat de la seva fruita d'exportació.

## Toponímia
El nom del Cantó Quevedo, es deu a l'agrimensor Timoteu Quevedo que va arribar a mesurar aquestes terres, per petició de la seva propietària Catalina Estupiñan.
A partir de l'any 1857, en aquesta zona es comença a explotar el cautxú, i llavors es va formar una petita població a '"Les terres de Quevedo"'

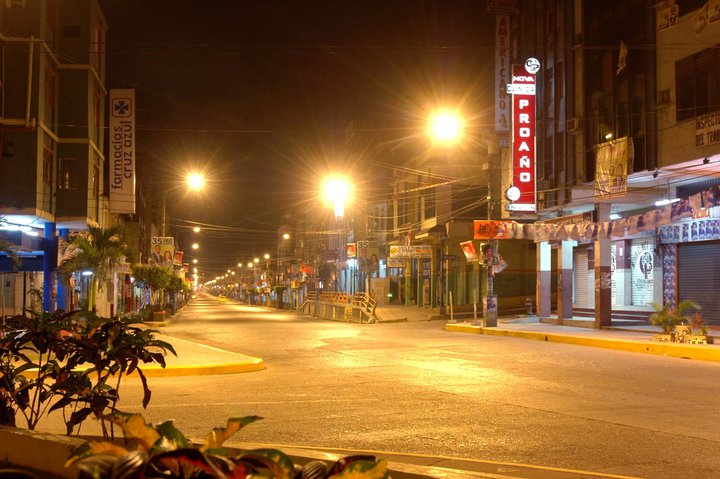
Av. 7 de Octubre

## Història

### Època prehispánica
En els territoris de Quevedo, es va assentar la 'Cultura Miracle-Quevedo'. Va existir des d'aproximadament 500 dC, fins a l'arribada de la invasió espanyola al voltant de l'any 1500 dC. les últimes cultures en la costa equatoriana abans de l'arribada dels primers espanyols en 1526, amb qui s'iniciarà el període de conquesta i colonització.
 Miracle-Quevedo constitueix una de les cultures precolombines que majors territoris va ocupar, ja que la seva expansió va comprendre tot el sistema fluvial del  Guayas incloent els seus dos grans rius Daule i Babahoyo, i tots els seus afluents.
Es definien ètnicament com chonos, els seus membres van ser consumats orfebres que van treballar delicadament l'or i la plata, i portaven per a adornament personal fins a dotze anells ( sis en cada orella), no només en el lòbul sinó al voltant del pavelló.
La cultura va ocupar els territoris actuals de les províncies del  Guayas, Els Rius i  El Or.

### Època republicana
En 1838 les terres de Quevedo eren despoblades i sense ús, i el poblat més proper era Zapotal, és per això, que quan José Camilo Calixto va voler possessionar d'aquestes terres, va demanar autorització a Zapotal. Després, Calixto ven gran part dels terrenys a Catalina Estupiñan i junts van demanar a l'agrimensor Timoteu Quevedo, que faci un aixecament topogràfic i parcel·lació. El 22 de setembre de 1852 a Guayaquil, s'eleva a Quevedo a la categoria de 'parròquia rural del cantó Pujilí'
En 1857, es comença a explotar el cautxú, el que va motivar vinguda de moltes persones a aquestes terres; començant el creixement de Quevedo.
En 1885 Quevedo va passar a pertànyer al cantó Latacunga. El 6 d'octubre de 1860, García Moreno va crear la 'província dels Rius' i Quevedo va passar a pertànyer al cantó Vinces. En 1861 Quevedo va passar novament a ser part del cantó Pujilí. Però, el 24 de febrer de 1869, definitivament s'annexa al cantó Vinces.
El moll de la ciutat presentava un intens moviment de gent, carretes haladas per cavalls, al moll les llanxa: s Independència, Blanca Aurora i Rosa Elvira, feien viatges de Quevedo a Guayaquil, en aquest temps tota el transport a fora del poble era via fluvial. Gràcies a això Quevedo va començar a créixer acceleradament. Va ser llavors quan van arribar a Quevedo nombrosos xinesos, donant lloc a la colònia asiàtica més gran del país.
El 7 d'octubre de 1943, es va crear el 'Cantó Quevedo'. El 1948, es va iniciar l'auge del banano, amb això es va incrementar el desenvolupament de la ciutat, que creixia cada vegada més.

## Geografia
Quevedo està situat en un bell lloc al cor del Litoral, per la seva posició geogràfica i viària privilegiada ha beneficiat el país, a més permet un intens trànsit terrestre i fluvial. Posseeix un clima que beneficia per al cultiu. És una població situada als marges del riu Quevedo en el sector denominat "Les llomes". està ubicada a l'1 ° 20 '30 "de Latitud Sud i els 79 ° 28' 30" de Longitud occidental, dins d'una zona subtropical.

### Clima
És una zona climàtica plujosa subtropical, la seva temperatura habitual és d'uns 20 a 33 °C i de vegades arriba als 38 °C. Les pluges neixen majoritàriament a l'est de la ciutat (en el cantó La Maná està l'epicentre principal). Amb això Quevedo té precipitacions en tots els mesos de l'any i la seva precipitació anual oscil·la entre els 3.000 a 4.000 mm

## Política
La ciutat i el cantó Quevedo, igual que les altres localitats equatorianes, es regeix per una municipalitat segons el que estipula la  Constitució Política Nacional. La Municipalitat de Quevedo és una entitat de govern seccional que administra el cantó de forma autònoma al govern central. La municipalitat està organitzada per la separació de poders de caràcter executiu representat per l'alcalde, i un altre de caràcter legislatiu conformat pels membres del consell cantonal.

### Organització territorial
Té 9 parròquies urbanes:
- Sant Josep
- San Camilo
- Sant Cristòfol
- Venus del Riu Quevedo
- Nicolás Infant Díaz
- Guayacán
- Set d'Octubre
- 24 maig
- Viva Alfaro

## Turisme

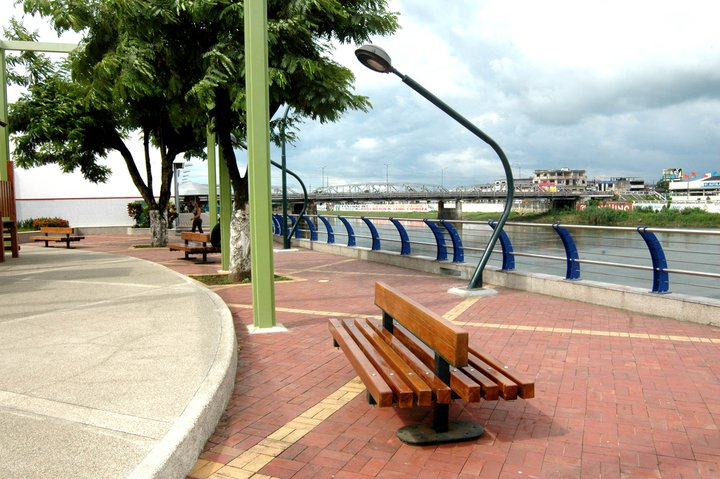
Malecón

Es pot accedir a Quevedo per diversos punts sent la via més utilitzada la que arriba des Guayaquil passant per Babahoyo, es recomana usar roba lleugera pel clima gairebé sempre calorós.

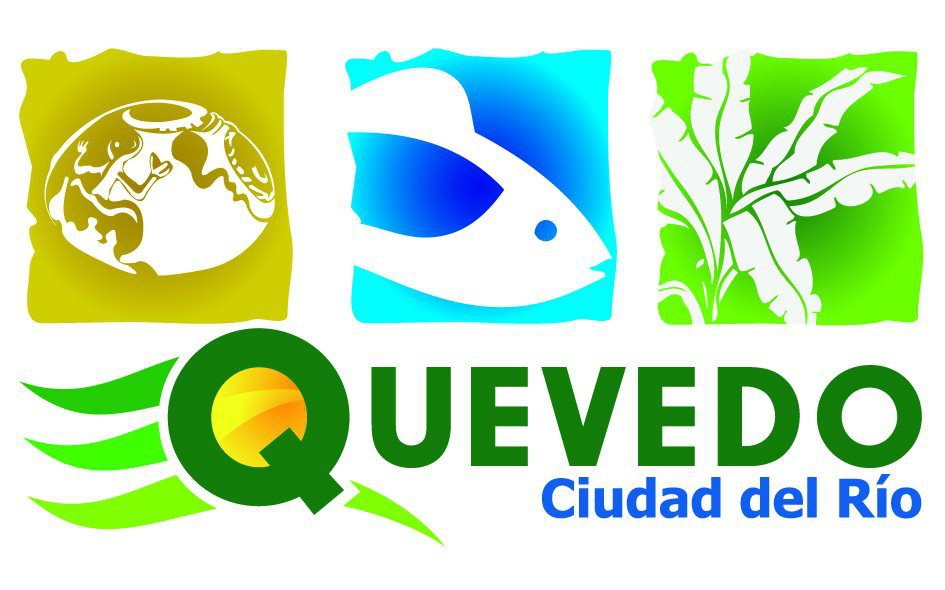
Ciudad del Rio

Els xinesos residents a la ciutat van inventar un plat anomenat "chaulafán" i el venen als restaurants xinesos anomenats "chifas".
També es pot gaudir de passejades per les hisendes bananeres (entre elles la més gran: "Hisenda Els Galtes") i finques on es cultiva el cacau.
A la nit es pot sortir a gaudir dels seus bars i discoteques. També existeixen nombrosos centres d'oci i recreació amb piscines. El seu ampli riu permet realitzar passejos en motos aquàtiques, regates, altres esports fluvials, càmping, senderisme.
Quevedo té un zoològic a la part oest de la ciutat en el sector Crit de Llibertat. En aquest lloc habiten micos, aus de corral, guineus, iguanes, cusumbos, guantes, guatuses, papagais, esquirols, musteles, entre d'altres.

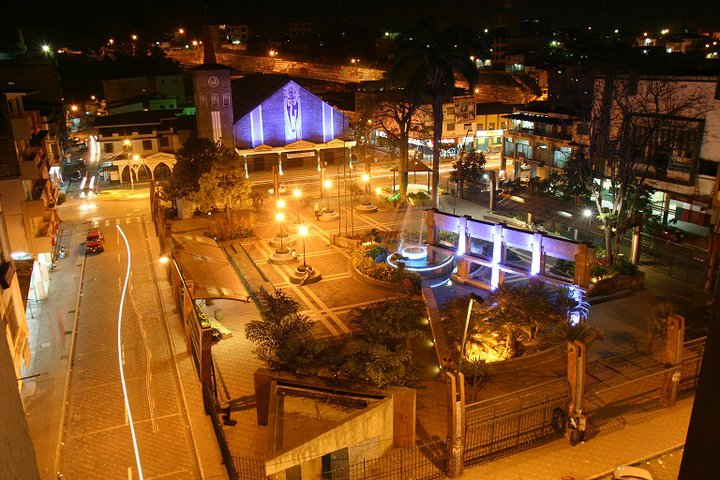
Parque Central de Qvd

## Demografia
Quevedo és la  dotzena ciutat més poblada de l'Equador, amb 173.585 habitants en l'últim cens equatorià, conduït el 28 de novembre del 2010 per l'Institut Nacional d'Estadística i Censos (INEC). En l'actualitat, ha superat en població a la capital de la província, Babahoyo.
La seva població està formada per gent de diferents llocs del país predominant també una alta població de ciutadans xinesos que es van establir al lloc a principis del segle XX el que li dona una característica especial pels seus vistosos magatzems i restaurants de la colònia del país asiàtic. Quevedo és per la seva agricultura un centre de massificació poc comú omplint cada dia de gent de diferents llocs donant una aparença de mercat febril en tot l'any.
Cal destacar que Quevedo té la seva pròpia zona metropolitana anomenada la 'Àrea Metropolitana del Gran Quevedo' on es van explicar 464.582 habitants vivint en una superfície de 5.265 km² segons el cens 2010. Dins de la superfície de la Conurbació de Quevedo s'inclou els cantons següents: Quevedo, Mocache, Bona Fe, València, l'Empalme (Guayas), Pichincha (Manabí) i La Maná (Cotopaxi). Amb aquesta xifra demogràfica, L'Àrea metropolitana de Quevedo és 6a en posicions d'àrees metropolitanes de l'Equador i una de les més ràpides creixents.

## Transport
La majoria dels carrers de la ciutat estan asfaltades, encara que algunes estan desgastades i la resta de carrers són llastades.

### Avingudes importants
- 11 juliol
- Walter Andrade
- June Guzmán de Cortés
- Viva Alfaro
- José Laborde
- Babahoyo
- Quito
- Guayaquil
- José Joaquín d'Olmedo
- Otto Arosemena
- Carlos Julio Arosemena
- Carlos Alberto Rierol del Riu
- Els Guayacanes
- Jaime Roldós Aguilera
- Sant Rafael

## Educació
La ciutat compta amb una Universitat diverses extensions d'universitats d'altres ciutats, escoles i col·legis de gran prestigi com són: Col·legi Nacional Mixt Nicolás Infant Díaz, fiscal Quevedo, Col·legi fiscal Tècnic Experimental Eloy Alfaro, Centre Educatiu Gènesi, American Christian School, Adonai, UEPA, INSUTEC, UEPAC, Els Guayacanes, Unitat Educativa República de l'Equador

## Economia
Quevedo és el centre ecomómico i comercial de la província dels Rius, lliurant divises de l'exportació dels seus productes agrícoles com: banana, cafè, cacau, pal de bassa, cautxú, palma africana, fruiters, soja, blat de moro, entre d'altres.
 
A mitjans del segle passat Quevedo va esdevenir el centre de producció de cacau de bona qualitat obtenint actualment denominació d'origen pel seu producte "Sabor dalt" una xocolata negre d'un fi aroma i molt vingut de gust en el mercat mundial. La banana també té prestigi en aquesta regió superant en qualitat al que es produeix a Machala considerada capital mundial de la banana és clar que la seva situació geogràfica perjudica Quevedo, ja que per estar a prop dels Andes el transport del banano l'hi fa en camions per carreteres en mal estat el que fa que baixi la qualitat del mateix en arribar als ports de descàrrega. La diversitat de productes que es produeixen a Quevedo li han donat el nom de "graner de l'Equador"

## Futbol
El 'Club Esportiu Quevedo' és la icona esportiu de la ciutat. Actualment juga en la Sèrie B de l'Equador. Històricament ha estat el màxim representant de la província de  Els Rius, en la sèrie de privilegi, va ser protagonista en els  anys 80, motiu pel qual l'identifica com el "Ídol Riosense".

### Estadi 7 oct
El 'Estadi 7 octubre' és un estadi multiusos. Està situat a l'avinguda Jaime Roldós entre 22 i 23 de la ciutat de  Quevedo, província de  Els Rius. Va ser inaugurat el 15 de juny de 1952. És usat majoritàriament per a la pràctica del futbol, i allà juga com a local el Club Esportiu Quevedo, equip de la  Sèrie B del futbol equatorià. Té capacitat per a 16.000 espectadors.
Exerceix un important paper en el futbol local, ja que el club quevedeño com l'Esportiu Quevedo feia i / o fa de local en aquest escenari esportiu.
L'estadi és seu de diferents esdeveniments esportius a nivell local, així com és escenari per a diversos esdeveniments de tipus cultural, especialment concerts musicals (que també es realitzen en el Coliseu Ciutat de Quevedo i el Coliseu Poliesportiu Wellington Chang Lua de Quevedo).